# Paratamboicus trochanteralis
Paratamboicus trochanteralis is een hooiwagen uit de familie Sclerosomatidae.